# Mirzapur, Bidar
Mirzapur là một làng thuộc tehsil Bidar, huyện Bidar, bang Karnataka, Ấn Độ.